# 福國路
福國路（通用漢語：FuGuo Rd.，威妥瑪拼音：Fukuo Rd.），為台灣台北市之東西向主要道路。以沿路上文林橋為聯通，橫跨磺溪，連接士林、北投兩區。士林區部分為原始道路段，北投區為福國路延伸段。福國路命名由來與裕民一路至裕民六路，皆為政府道路命名原則中「祝福願景」之字詞命名。路段為雙向四至十線道，柏油路面銑鋪，且有道路節點文林路、福華路（原路段）和承德路（新建路段）。道路主要聯通芝山、蘭雅、石牌和洲美地區。

## 概況

### 歷史
福國路原名為福國街，最早於1976年的台北市街道圖出現，當時尚未有正式名稱於圖面。而於1977年的台北市街道圖中已命名為福國街，路面有所拓寬。沿線有一平交道。今中山北路六段35巷和福國路15巷當時合稱中七街，至當時尚未命名之現今雙溪街。隨後於1982年和1983年台北市行政區域圖中，可見已經升級為福國路。當時道路如今屬於德行里和德華里。而於1994年台北市街道圖中，中七街已廢除，成為现在的样子（福國路15巷），並命名为雙溪街。文林路和福國路口人行步道天橋出現。

### 問題
福國路、文林路、文昌路口有機車二段式待轉區，但是因待轉區與道路交會（福國路、文林路口處交通流量大，而機車待轉區劃在路口中央處）、格子太小（劃設不當）等，故於2017年3月時在「公共政策網路參與平臺」上有民眾提議機車應解除強制二段式左轉，潘懷宗議員也因此陳情，希望有改善方案。

### 用地
原路段福國路兩側多為第三之二種住宅區，所屬巷弄多為第三種住宅區；捷運路線屬於交通用地，捷運和福國路兩側為第一種商業區。其餘中山北路和福國路口之芝山抽水站屬於抽水站用地、士林憲兵隊和台灣戲曲中心屬於機關用地，而文林橋屬於河川用地。福國路延伸段兩側多為科技產業專用區，其餘也有抽水站用地（文林抽水站）、高中用地（中正高中）、機關用地（承信福國路口）、農業區（承德路後段以北）、公園用地（洲美蜆仔港公園）綠地用地（道路兩側）和住宅專案地區之市民住宅區、第三之二種住宅區、住商混合區、第三種住宅區。

### 段籍
士林區內（磺溪前）皆屬於蘭雅段三小段，過文林橋後至承德路六段前皆為軟橋段。承德路六段和福國路口屬於文林段二小段，隨後在承德路六段至高架橋（建設中）都為新洲美段。

## 沿途地標、設施
- 忠誠公園（道路起點，地址屬於中山北路）
- 昔日石角溪
- 孫東寶福國店
- 黑殿飯店 士林分店
- 食其家芝山店
- 鬍鬚張 台北福國店
- 捷運芝山站
- 7-ELEVEN 福芝門市
- 中華電信芝山服務中心
- 士林憲兵隊（實際地址屬於文林路）
- 臺灣戲曲中心（實際地址屬於文林路）
- 歐洲學校小學部
- 臺北高等行政法院
- 法官學院
- 文林橋
- 洲美蜆仔港公園（實際地址屬於承德路六段）
- 北投士林科技園區
- 五分港溪

## 里界
全路段位於外雙溪畔平原地區。
從士林區中山北路五、六段口至捷運淡水信義線皆為德行里範圍，自淡水信義線至磺溪文林橋部分屬於德華里。經過橋後屬於北投區建民里之範疇，直到越過洲美蜆仔港公園旁之五分港溪後才都屬於洲美里。

## 交通
福國路可連通芝山岩地區、蘭雅地區、建民地區和洲美地區。

### 捷運
- 昔日：北淡線芝山站
- 今日：紅線淡水信義線捷運芝山站

### 公車
本路段多數公車路線停靠於捷運芝山站附近之福國路原始部分，僅68號路線公車和紅68號路線公車會駛至福國路延伸段，且會因配合「北士科開發案前期填土整地工程」而有所變動。
| 編號                         | 路線起迄                                  | 本路段公車站牌   | 經營業者   |
| ---------------------------- | ----------------------------------------- | ---------------- | ---------- |
| 68                           | 洲美里-捷運劍潭站                         | （經過但不設站） | 首都客運   |
| 267                          | 天母                                      | 捷運芝山站(福國) | 光華巴士   |
| 280直達車                    | 天母-大直                                 | 捷運芝山站(福國) | 中興巴士   |
| 310（往板橋）                | 士林-板橋                                 | 捷運芝山站(福國) | 首都客運   |
| 606（往萬芳社區）            | 榮總-萬芳社區                             | 捷運芝山站(福國) | 大都會客運 |
| 680                          | 天母-麟光                                 | 捷運芝山站(福國) | 光華巴士   |
| 市民小巴12                   | 社子-捷運芝山站                           | 捷運芝山站(福國) | 三重客運   |
| 市民小巴16                   | 天母-捷運芝山站                           | 捷運芝山站(福國) | 光華巴士   |
| 南軟通勤天母線               | 天母-南港軟體科技園區                     | 捷運芝山站(福國) | 光華巴士   |
| 紅68                         | 捷運芝山站-北投士林科技園區與住宅專案地區 | 捷運芝山站(福國) | 首都客運   |
| 兒童樂園一號線（往兒童樂園） | 捷運芝山站-臺北市兒童新樂園               | 捷運芝山站(福國) | 光華巴士   |

(括號表示單邊設站)

### 公共自行車租借站
- 臺灣戲曲中心  文林路751號（南側福國路旁）

## 資料來源
1. ↑  臺北市道路命名及門牌編釘自治條例
2. ↑  鍾釗榛. . 好房網新聞. 2017-09-12  [2020-02-20]. （原始内容存档于2020-12-07）.
3. ↑  本段落資料來源皆為中央研究院人文與社會中心地理資訊科學專題研究中心之圖層分析
4. ↑  . 中央研究院人社中心地理資訊科學專題研究中心.   [2020-04-10]. （原始内容存档于2021-12-19）. 臺北市行政區域圖(1991)
5. ↑  潘懷宗. . 潘 懷 宗 議員辦公室新聞稿. 2017-05-23  [2020-04-04]. （原始内容存档于2020-12-07） （中文（臺灣））.
6. ↑  . 台北市都市發展局.
7. ↑  . 中華民國內政部營建署城鄉發展分局.   [2019-08-17]. （原始内容存档于2020-03-23）.
8. ↑  . 中央研究院人文社會科學研究中心.
9. ↑  . 中央研究院人文社會科學研究中心.